# Qazim Dervishi
Qazim Dervishi (ur. 10 czerwca 1908 w Szkodrze, zm. 19 stycznia 1994) – albański piłkarz, koszykarz i lekkoatleta, pierwszy albański sędzia prowadzący mecze międzynarodowe.

## Życiorys
Qazim Dervishi był synem pochodzącej z wpływowej rodziny Mjedów Zade oraz pochodzącego z miasta Tuzi Selimiego, który zajmował się handlem. Ukończył szkołę podstawową i średnią w Szkodrze, gdzie wyróżniał się wysokimi wynikami i pasją do sportu.
W 1924 wstąpił do ufundowanej przez Amerykański Czerwony Krzyż i prowadzonej przez Harry'ego Fultza Szkoły Technicznej w Tiranie, gdzie zajmował wysokie miejsca w dyscyplinach lekkoatletycznych, jak trójskok, skok w dal i skok wzwyż, z którego w 1927 roku nawet pobił olimpijski rekord. Z inicjatywy Fultza, 2 marca 1928 roku zorganizowano pierwszy w Albanii mecz koszykówki, wygrany przez szkolną drużynę, której Qazim był kapitanem.
W 1929 roku po raz pierwszy zagrał w międzynarodowym meczu piłki nożnej; będąc w drużynie SK Durrës grał przeciwko włoskiemu Unione Sportiva Bari. W tym samym roku wrócił do Szkodry, gdzie pracował jako nauczyciel w szkole podstawowej. W latach 1929–1939 był piłkarzem w klubie Bashkimi Shkodran.
Przyczynił się do wzrostu popularności koszykówki w Szkodrze, z jego inicjatywy zamontowano tam tablice do koszykówki. 27 czerwca 1930 roku odbył się tam pierwszy oficjalny mecz koszykówki w Szkodrze, w którym Dervishi sędziował, i który rozegrał się między szkoderską drużyną Malet Tona a tirańską Naim Frashëri, zakończony remisem. Organizował w Szkodrze lokalne mistrzostwa piłki nożnej.
W latach 1939–1942 mieszkał w Pogradcu, a w 1945 roku został prezesem klubu KS Vllaznia.
W 1946 roku na Igrzyskach Bałkańskich był jedynym albańskim sędzią podczas tego wydarzenia. Sędziował wtedy mecze m.in. Jugosławii z Bułgarią (2-1) i Albanii z Rumunią (1-0). W tym roku przeniósł się też do Gjirokastry, gdzie uczył młodzież koszykówki.
12 września 1947 roku został aresztowany przez komunistyczny rząd za wyrażanie poparcia dla byłego króla Albanii, Ahmeda Zogu. Został za to skazany na 18 lat więzienia, jednak ze względu na zły stan zdrowia został w 1954 roku zwolniony.
Zmarł 19 stycznia 1994 roku.

## Nagrody i upamiętnienia
11 czerwca 1993 otrzymał tytuł Nauczyciela Ludu za wkład w rozwój sportu.
Imieniem Qazima Dervishiego nazwano w 1996 roku halę sportową w Szkodrze.
13 marca 2009 roku pośmiertnie otrzymał tytuł Honorowego Obywatela Szkodry.